# Władysław (Kujawien)
Władysław der Weiße (polnisch Władysław Biały, lateinisch Ladislaus; *1327/1330 in Kujawien, Königreich Polen; † 29. Februar 1388 in der Freien Stadt Straßburg, HRR) war in den Jahren 1347–1364 Herzog von Kujawien in Gniewkowo und ab 1370 ein Prätendent auf die Krone des Königreichs Polen. 
Mit Herzog Władysław dem Weißen starb die Linie der kujawischen Piasten im Mannesstamm aus.

## Titulatur
- Lateinische Titulatur: Wladislaus dux Cuyavie et dominus Gnewkouie nec non Slonensis terrarum[1]
- Deutsche Übersetzung: Władysław Herzog von Kujawien und Herr über Gniewkowo ebenso über die Länder von Słońsko

## Leben
Władysław war der Sohn von Herzog Kasimir von Kujawien, der ein Vetter des polnischen Königs Kasimir war. Der Name seiner Mutter ist unbekannt. Nach 1347 folgte er seinem Vater im Amt des Herzogs von Kujawien in Gniewkowo nach. Er erbte ein relativ kleines Herrschaftsgebiet, welches 1314 sein Vater aufgrund einer Erbteilung des Herzogtums Kujawien zugewiesen bekam.
Im Jahr 1359 heiratete er die Elisabeth, die Tochter des Herzogs Albert von Strehlitz. Nach dem plötzlichen Tod seiner Gemahlin nach 1360, entschied er sich seine Ländereien 1364 für eine Pfandsumme von 1000 Florins an den polnischen König Kasimir zu verkaufen, dessen Lehnsmann er formell war. Er ging dann auf eine Pilgerreise quer durch Europa. Er besuchte die Marienburg, Prag und das Heilige Land mit Jerusalem. Anschließend zog es ihn nach Frankreich, wo er Papst Urban V. in Avignon traf und 1366 dem Zisterzienserorden in Cîteaux beitrat. Er änderte ein Jahr später seine Meinung und ging zu den Benediktinern in Dijon.
Nach dem Tod des polnischen Königs Kasimir, 1370, entschied er sich nach Polen zurückzukehren, obwohl es ihm nicht gelang, trotz mehrmaliger Versuche bei der Kurie, sich von seinem Mönchsgelübde zu befreien. Als der neue polnische König, Ludwig von Anjou, ihm jedwede Unterstützung verweigerte, erhob er als nächst-männlicher Verwandter des letzten Piasten in der königlichen Linie (er war Königs Kasimir des Großen Vetter zweiten Grades) 1372 Ansprüche auf den polnischen Thron und begann einen Bürgerkrieg gegen den amtierenden König. In dieser Auseinandersetzung fand er eine politische Stütze in der dem neuen König feindlich gesinnten Adelsopposition aus der Hauptprovinz Großpolen, der Familie von der Osten aus der Neumark und sogar Herzog Philipp von Burgund trat für seine Seite ein. Nach wechselvollem Kampf (er hielt kurzzeitig ganz Kujawien mit dessen Hauptburgen in seiner Hand), sah er schließlich ein, dass ein Sieg unmöglich war. Er erreichte 1377 im Vertrag von Brześć Kujawski eine Übereinkunft mit König Ludwig, der ihm für die Abtretung seiner Rechte und Erbansprüche mit 10.000 Florins entschädigte und ihm zum Klosterabt im ungarischen Pannonhalma machte.
Władysław ging nach Pannonhalma, war dort aber nur bis etwa 1379 als Abt tätig. Als König Ludwig sein Versprechen ihm die versprochene Summe vollständig auszuzahlen nicht einzuhalten vermochte, kehrte er nach Polen zurück und setzte den König damit erneut unter Druck, der schließlich seiner Forderung nachgab. Władysław reiste anschließend über Danzig und Lübeck nach Frankreich und schloss sich erneut den Benediktinern in Dijon an.
Aufgrund seines abenteuerlichen, unbeständigen Lebens, erhielt er in Frankreich den Beinamen Le Roy Lancelot, was eine Anspielung auf die fiktive Figur des Prinzen Lancelot aus dem Artusroman war. Der Tod von König Ludwig, 1382, weckte in Władysław neue Hoffnungen, sodass Papst Klement VII. seinem Drängen nachgab und ihn mittels einer Dispens von seinem Mönchsgelübde erlöste. In der Heimat erhielt er jedoch weder sein Herzogtum zurück, noch konnte er den polnischen Thron für sich gewinnen, der in der Nachfolge an Ludwigs Tochter, Hedwig von Anjou, ging. Er verließ um 1383 Polen endgültig und hielt sich längere Zeit in den deutschen Adelsterritorien des Heiligen Römischen Reiches auf, wo er schließlich 1388 in Straßburg verstarb.
Herzog Władysław hinterließ keine Nachkommen und wurde auf eigenen Wunsch in der Kathedrale Saint Bénigne von Dijon begraben. Mit ihm starb sein Geschlecht im Mannesstamm aus.